# 後藤圭二 (政治家)
後藤 圭二（ごとう けいじ、1957年〈昭和32年〉6月18日 - ）は、日本の政治家。大阪府吹田市長（3期）。

## 来歴
大阪府吹田市片山町生まれ。吹田市立千里第一小学校、大阪星光学院中学校・高等学校、東京水産大学水産学部卒業。
1980年、吹田市に入庁。
2000年、吹田市職員として初めて、中央省庁（環境庁）に出向。
2014年、道路公園部長を最後に吹田市を退職。長く同市の自治労連の組合員であった。翌2015年4月26日に実施された吹田市長選挙に無所属（自民党および公明党が推薦、日本共産党自主支援）で出馬。現職の井上哲也（大阪維新の会推薦）、元職の阪口善雄（民主党および社民党推薦）、元市議の山口克也らを破り、初当選。5月14日、市長就任。選挙の結果は以下のとおり。
※当日有権者数：284,136人 最終投票率：49.09%（前回比：pts）
| 候補者名 | 年齢 | 所属党派 | 新旧別 | 得票数   | 得票率 | 推薦・支持                               |
| -------- | ---- | -------- | ------ | -------- | ------ | ---------------------------------------- |
| 後藤圭二 | 57   | 無所属   | 新     | 43,368票 | 31.96% | （推薦）自由民主党・公明党（支援）共産党 |
| 阪口善雄 | 66   | 無所属   | 元     | 42,450票 | 31.28% | （推薦）民主党・社民党                   |
| 井上哲也 | 58   | 無所属   | 現     | 36,092票 | 26.60% | （推薦）大阪維新の会                     |
| 山口克也 | 51   | 無所属   | 新     | 13,786票 | 10.16% |                                          |

2019年4月21日に投開票された吹田市長選挙では、元市議の榎内智(大阪維新の会公認)と元職の阪口善雄(立民、国民、自由、社民推薦・共産支持)を破り再選。選挙結果は以下のとおり。
※当日有権者数：297,055人 最終投票率：48.21%（前回比：pts）
| 候補者名 | 年齢 | 所属党派     | 新旧別 | 得票数   | 得票率 | 推薦・支持                                                  |
| -------- | ---- | ------------ | ------ | -------- | ------ | ----------------------------------------------------------- |
| 後藤圭二 | 61   | 無所属       | 現     | 60,708票 | 42.86% | （推薦）自由民主党・公明党                                  |
| 榎内智   | 40   | 大阪維新の会 | 新     | 46,565票 | 32.88% |                                                             |
| 阪口善雄 | 70   | 無所属       | 元     | 34,357票 | 24.26% | （推薦）立憲民主党・国民民主党・自由党・社民党(支持) 共産党 |

2023年4月23日に投開票された吹田市長選挙では、元市議の馬場慶次郎(大阪維新の会公認)と元市議の上垣優子(共産推薦)を破り3選。選挙結果は以下のとおり
※当日有権者数：306,319人 最終投票率：48.65%（前回比：+0.44pts）
| 候補者名   | 年齢 | 所属党派     | 新旧別 | 得票数   | 得票率 | 推薦・支持                     |
| ---------- | ---- | ------------ | ------ | -------- | ------ | ------------------------------ |
| 後藤圭二   | 65   | 無所属       | 現     | 71,564票 | 48.61% | （推薦）自由民主党・立憲民主党 |
| 馬場慶次郎 | 45   | 大阪維新の会 | 新     | 58,761票 | 39.91% |                                |
| 上垣優子   | 69   | 無所属       | 新     | 16,907票 | 11.48% | （推薦）共産党                 |

## 市政
- 2016年に起こった熊本地震への対応について、後藤は、「平成28年熊本地震吹田市支援対策本部」を設置し、熊本県への見舞金として100万円出すことを決定した。さらに、市民からの募金活動を行った[11]。

- 2020年（令和2年）4月30日、新型コロナウイルス対策の財源に充てるため、自身と副市長、教育長、水道事業管理者の5月から10月までの月額給与を20％減額する条例案を市議会臨時会に提出した。同日、同条例案は可決された[12]。

## 人物
- 家族は妻と2男1女。長男はお笑いコンビ・ジャルジャルの後藤淳平[13][14][15]。2017年9月9日（9月8日深夜）に関西テレビで放送されたジャルジャルのバラエティ番組『ジャルやるっ!』では、休日の自宅で淳平と共演している[16]。2023年の成人の日の「二十歳を祝う式典」では、ジャルジャルがゲスト出演する予定だったものの、淳平がCOVID-19の濃厚接触者と判定されたために急遽欠席。淳平の相方の福徳秀介のみ出演となった中で、淳平の代わりに福徳と漫才を行ってみせた。内容はミルクボーイの漫才のパロディで、前日の夜中に自ら30分で台本を書き上げたという[17]。
- 技術士（上下水道部門・水道環境）、環境省環境カウンセラー。
- 水泳が得意であり、週に一回は必ず練習しているという。